# دهستان جنت‌رودبار
دهستان جنت رودبار شهرستان رامسر، دهستانی از توابع بخش دالخانی شهرستان رامسر در استان مازندران است.

## جمعیت
جمعیت این دهستان بر اساس سرشماری مرکز آمار ایران در سال ۱۳۹۵ برابر ۵۵۱ نفر (۲۴۷ خانوار) بوده‌است.